# Haft kujawski

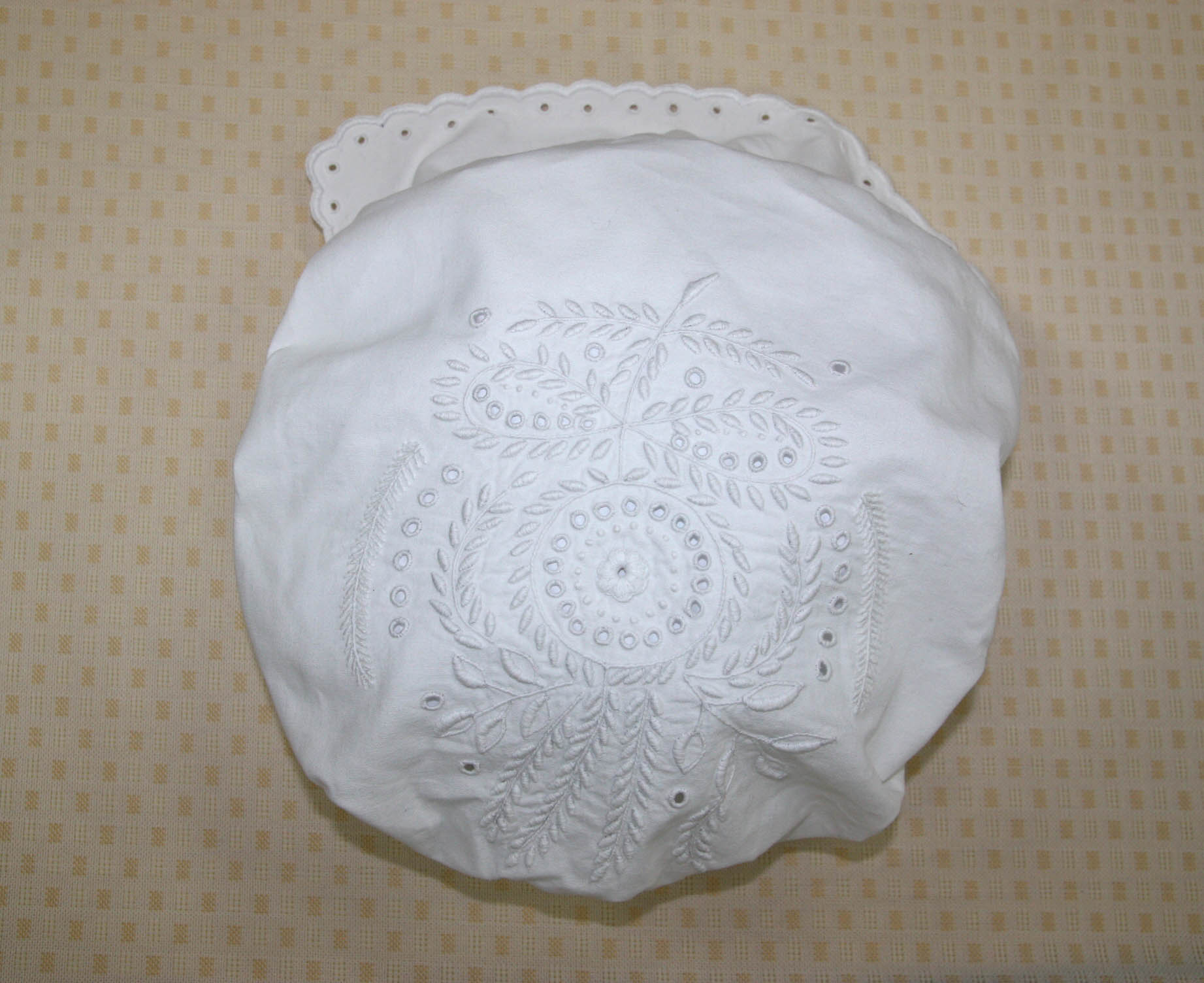
Tradycyjny czepiec, ozdobiony haftem kujawskim, autorstwa Alicji Jakubowskiej, twórczyni ludowej. Zdjęcie z wystawy w Gminnej Bibliotece Publicznej w Rojewie.

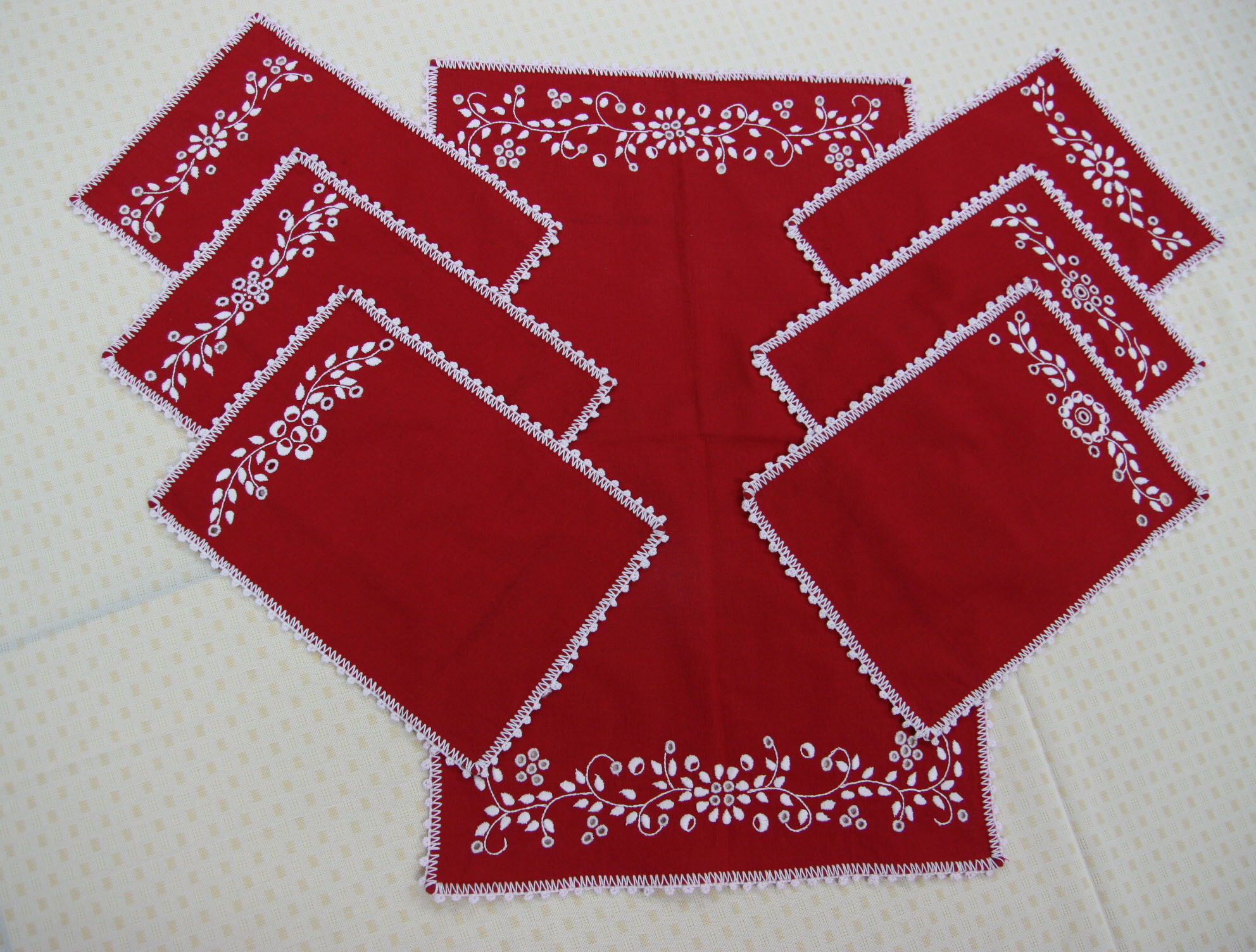
Haft kujawski: obrus i serwetki autorstwa Karoliny Dworek z Rojewa

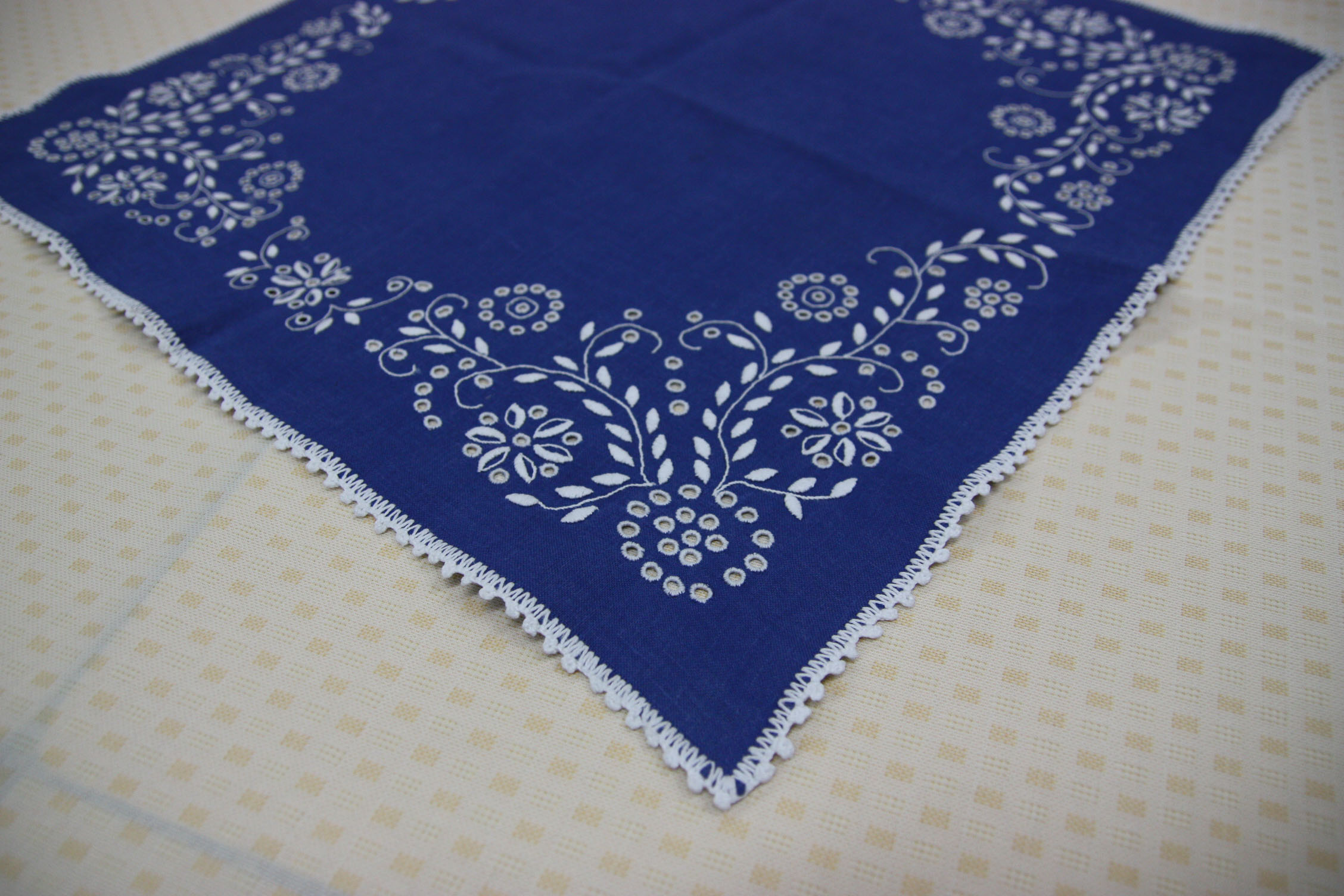
Haft kujawski: serweta autorstwa Alicji Jakubowskiej z Rojewa

Haft kujawski – rodzaj haftu, wywodzącego się z Kujaw, którego główną cechą jest stosowanie krótkich ściegów, takich jak: sznureczek, ścieg atłaskowy wypukły, wałeczek, kładziony, dziergany, haft dziureczkowy.
Przykładowe rodzaje ściegów:
- sznureczek – najczęściej podwójny. Powstaje w wyniku wkłuwania igły w połowie długości poprzedniego ściegu,
- kładziony – najczęściej uzupełnia wiele motywów. Polega na wkłuwaniu i wyciąganiu nitki w tych samych miejscach,
- dziureczkowy – zwany angielskim, w którym dziurki są obdziergane lub wzmocnione wałeczkiem.

Cechą charakterystyczną haftu kujawskiego jest ornament roślinny w różnych stylizacjach: formy proste, motywy kwiatów (np. margaretki, słoneczniki, róże) i liści, motywy gałązek (zwanych rózgami). W zbiorach Rosyjskiego Muzeum Etnograficznego w Sankt Petersburgu znajduje się najstarszy zabytek hafciarstwa kujawskiego – kopka (workowaty i okrągły czepiec), datowany na około 1860 rok. Ośrodki haftów ludowych rozwijały się we Włocławku, Inowrocławiu, Kruszwicy, Radziejowie, Pakości, Strzelnie i Kowalu.